# Ammomanes cinctura
Ammomanes cinctura là một loài chim trong họ Alaudidae.

## Hình ảnh

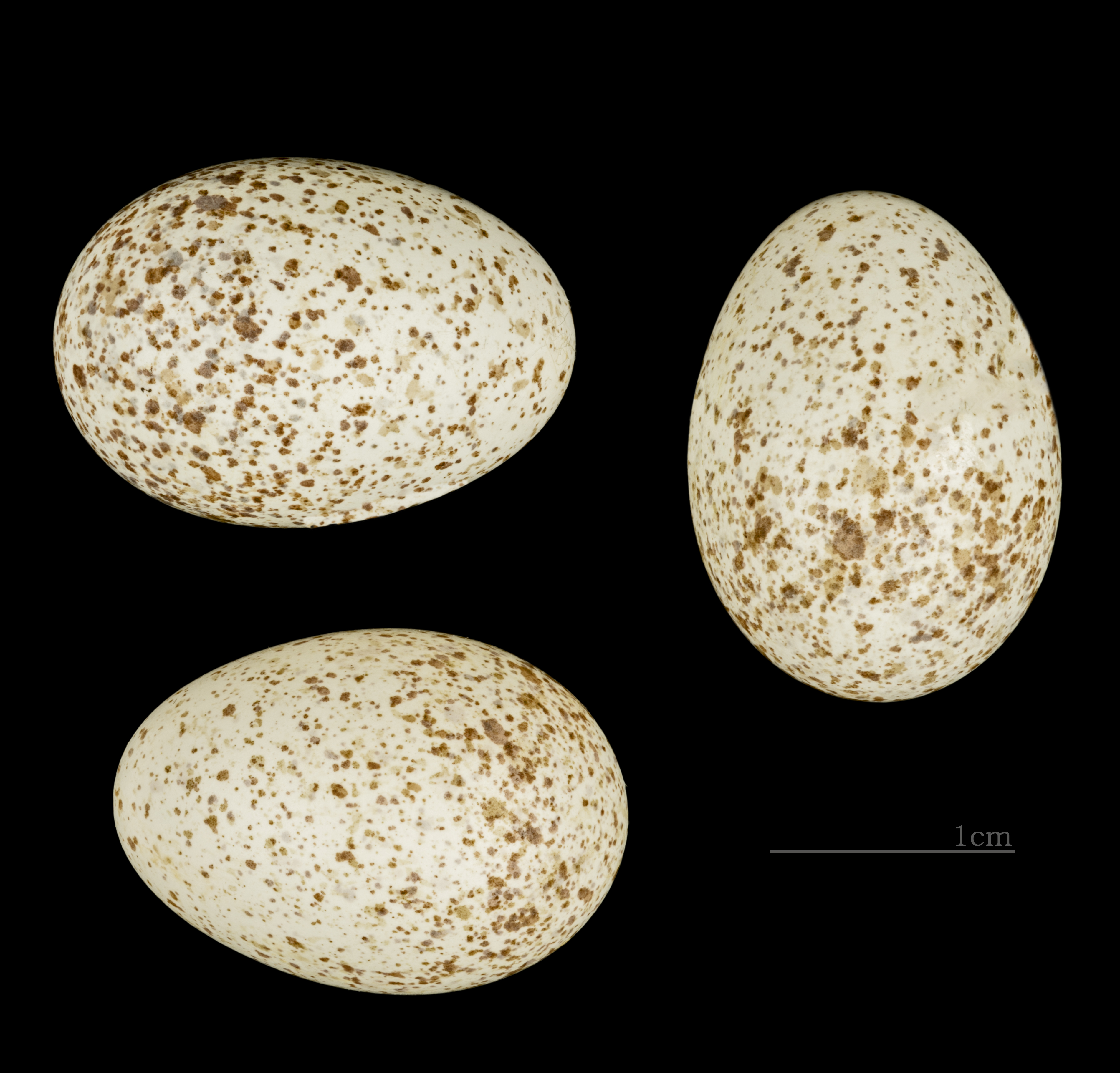
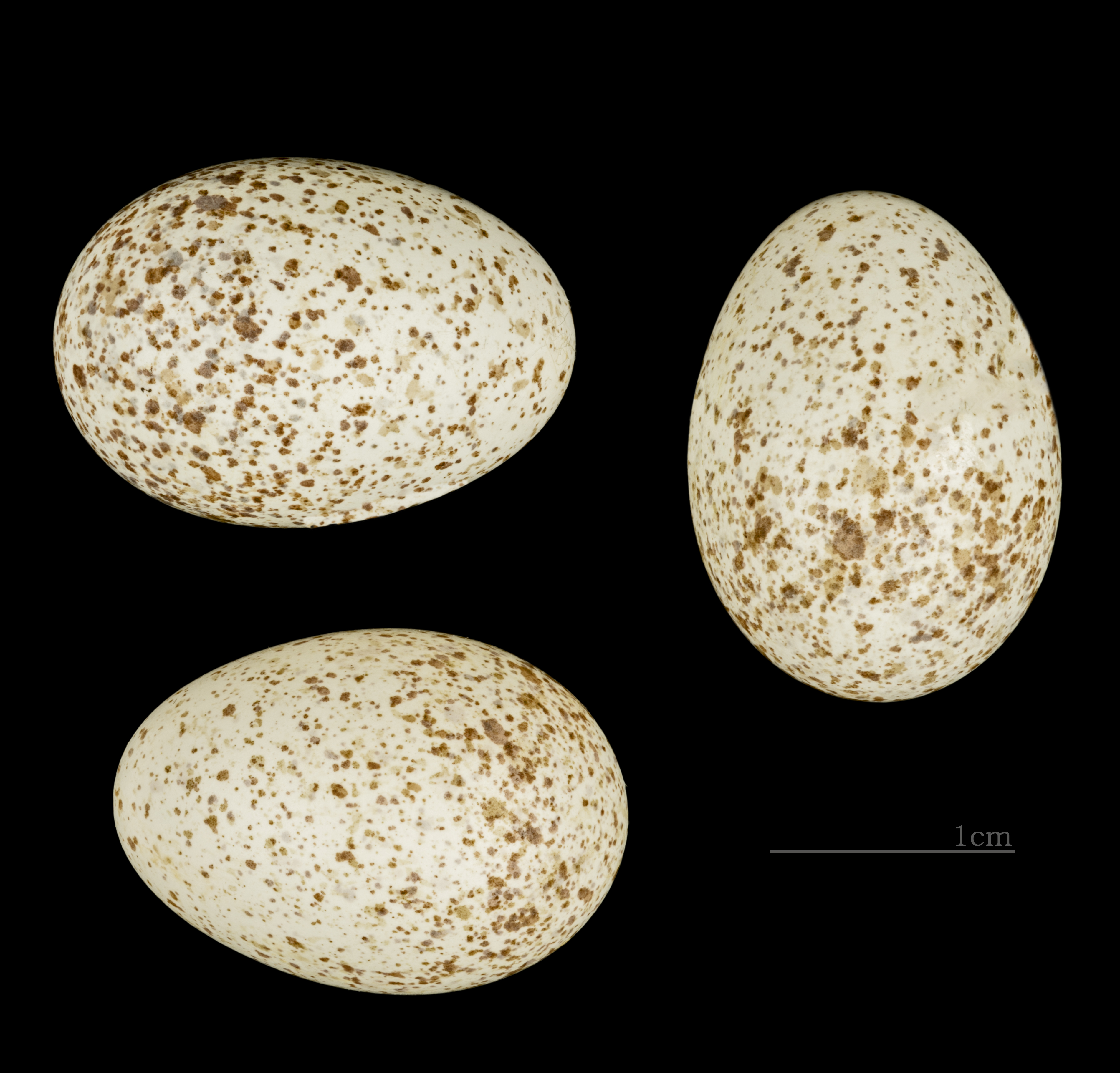